# تي جي فورد
تي جي فورد (بالإنجليزية: T. J. Ford)‏ مواليد 24 مارس 1983 في هيوستن، هو لاعب كرة سلة أمريكي سابق بدأ مسيرته الاحترافية في سنة 2003. يبلغ طوله 5 قدم 11 بوصة (1.8 م). اعتزل اللعب في 2012.

## فرق لعب لها
- ميلووكي باكز
- تورونتو رابتورز
- إنديانا بايسرز
- سان أنطونيو سبرز

## روابط خارجية
- تي جي فورد على موقع الدوري الأوروبي لكرة السلة (الإنجليزية)
- تي جي فورد على موقع إن بي أي (الإنجليزية)
- تي جي فورد على موقع سبورتس رفرنس (الإنجليزية)
- تي جي فورد على موقع كرة السلة الأوروبية.كوم (الإنجليزية)
- تي جي فورد على موقع كلية كرة السلة في سبورتس رفرنس.كوم (الإنجليزية)
- تي جي فورد على موقع ريلجم (الإنجليزية)
- تي جي فورد على موقع بروبوليرز (الإنجليزية)
- تي جي فورد على موقع سبورتس رفرنس (الإنجليزية)